# Vojtěch Ježek (pedagog)
Vojtěch Ježek (17. ledna 1911 Praha – 13. dubna 1945 Lipsko), byl učitelem na reálném gymnáziu v Plzní na Mikulášském náměstí, který se za druhé světové války zúčastnil protinacistického odboje, byl zatčen a popraven.

## Život
Narodil se v pražské učitelské rodině. Maturoval na gymnáziu v Kladně, Absolvoval Filozofickou fakultu Univerzity Karlovy. Ve školním roce 1935/1936 dělal lektora českého jazyka a literatury na univerzitě ve Štrasburku. Po návratu z Francie učil na dívčím reálném gymnáziu Dr. Lukavského v Plzni, poté absolvoval vojenskou základní službu a od 1. dubna 1939 učil na reálném gymnáziu v Plzní na Mikulášském náměstí. Dne 1. listopadu 1943 byl zatčen a poté byl vězněn ve věznici Plzeň-Bory. Dne 16. října 1944 byl převezen do Drážďan. Dne 8. prosince 1944 byl odsouzen k trestu smrti za „přípravu velezrady“, „zvýhodňování nepřítele“ a „válečnou špionáž“. Byl obviněn, že od roku 1939 „neustále poslouchal londýnské zprávy v češtině“ a že získané informace využíval k ovlivňování svých kolegů protiněmeckým způsobem. Dne 13. dubna 1945 byl spolu s dalšími 31 spoluvězni zastřelen na dvoře kasáren v Lipsku.

### Rodina
Manželka: Růžena rozená Bláhová; synové: Ivan Ježek (* 1936), Tomáš Ježek (1940–2017) a Martin Ježek (1943-2023).

## Vyznamenání
- Československý válečný kříž 1939 (in memoriam)[3]